# LaMDA
LaMDA (англ. Language Model for Dialogue Applications) — це велика мовна модель, розроблена Google AI. Вона заснована на Transformer — нейронній мережі, яка добре зарекомендувала себе в задачах обробки природної мови. LaMDA використовує Transformer для генерування тексту, перекладу мов, написання різних видів творчого контенту та інформативного й вичерпного answering your questions.

## Історія
LaMDA була анонсована в 2021 році. Її розробка велася протягом декількох років командою дослідників Google AI під керівництвом Іл'ї Суцкевера. LaMDA ґрунтується на Transformer — нейронній мережі, яка добре зарекомендувала себе в задачах обробки природної мови. Transformer використовується в LaMDA для генерування тексту, перекладу мов, написання різних видів творчого контенту та інформативного й вичерпного answering your questions.

## Можливості
LaMDA володіє широким спектром можливостей, включаючи:
- Генерування тексту: LaMDA може генерувати текст різної стилістики та складності, від коротких речень до довгих і розгорнутих текстів.
- Переклад мов: LaMDA може перекладати текст з однієї мови на іншу, зберігаючи при цьому сенс і стиль оригіналу.
- Написання творчого контенту: LaMDA може писати вірші, оповідання, сценарії, музичні твори та інші види творчого контенту.
- Відповідь на питання: LaMDA може інформативно й вичерпно відповідати на питання, навіть якщо вони є складними або відкритими.

## Застосування
LaMDA може використовуватися в різних сферах, включаючи:
- Спілкування: LaMDA може використовуватися для створення чат-ботів, які можуть вести природні й цікаві розмови з людьми.
- Освіта: LaMDA може використовуватися для створення персоналізованих навчальних матеріалів, які відповідають потребам і інтересам кожного учня.
- Розваги: LaMDA може використовуватися для створення ігрового контенту, а також для написання сценаріїв для фільмів і телепередач.
- Бізнес: LaMDA може використовуватися для автоматизації завдань обслуговування клієнтів, а також для створення маркетингових матеріалів.

## Обмеження
LaMDA, як і будь-яка інша велика мовна модель, має свої обмеження. Вона може генерувати текст, який не відповідає дійсності, або давати неточні й неповні відповіді на питання. LaMDA також може бути упередженою, що може призвести до генерування тексту, який є образливим або дискримінаційним.
Важливо пам'ятати, що LaMDA - це інструмент, який можна використовувати як для добра, так і для зла. Важливо використовувати LaMDA відповідально й усвідомлювати її обмеження.[джерело?]